# Goran Obradović
Goran Obradović, ser. Горан Обрадовић (ur. 1 marca 1976) – serbski piłkarz, występujący na pozycji pomocnika w FC Sion. Obradović to wieloletni zawodnik szwajcarskich klubów. Występował m.in. w FC Sankt Gallen oraz FC Vaduz. Od 2005 roku jest graczem FC Sion, którego jest kapitanem.